# Écran de fumée
Cet article concerne la tactique militaire. Pour le film, voir Écran de fumée (téléfilm).

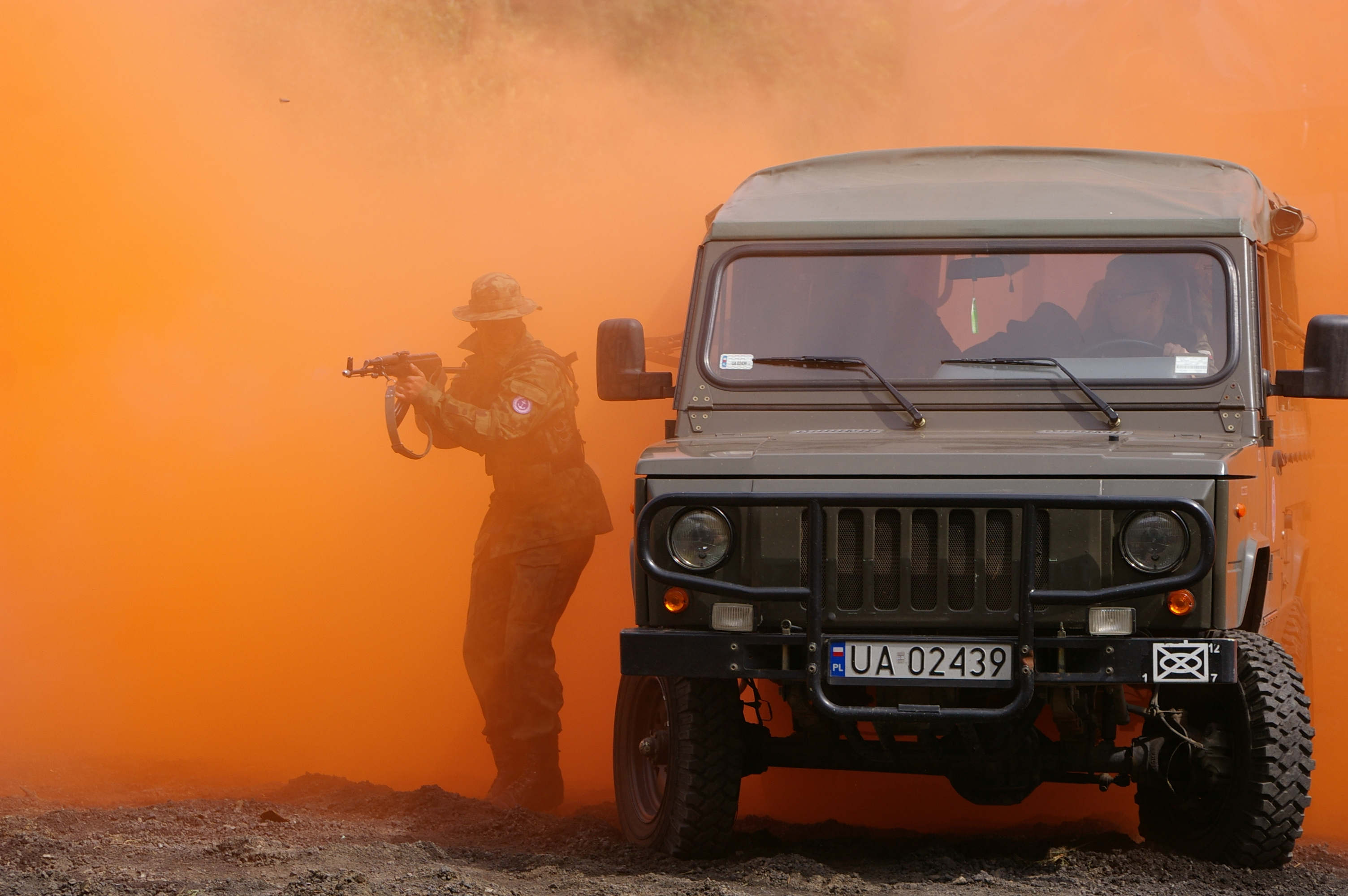
Soldat et véhicule de l'armée polonaise avançant masqués par un écran de fumée lors d'un exercice en 2008.

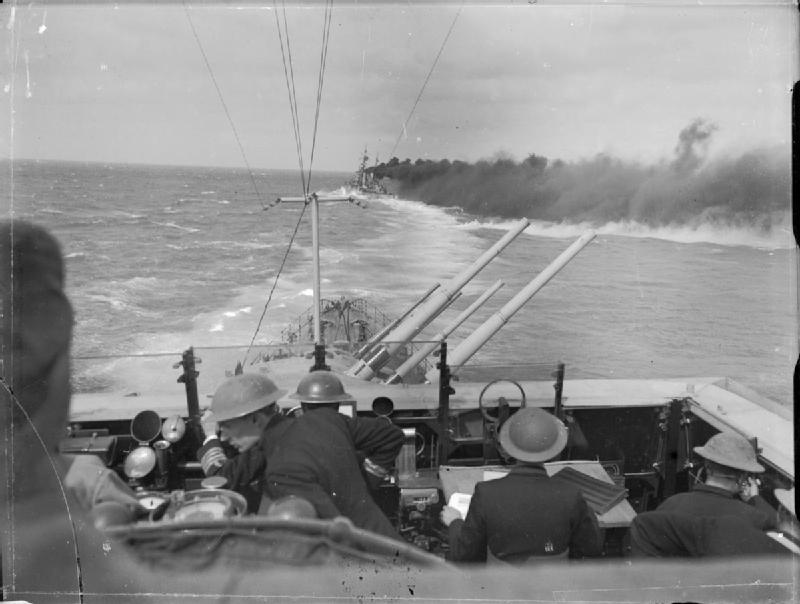
Le croiseur britannique de la classe Dido mettant en place un écran de fumée et l' (au premier plan), passant à l'action lors de la Seconde bataille de Syrte en 1943.

Un écran de fumée désigne, dans le domaine militaire, une tactique utilisée afin de masquer la position exacte d'unités à l'ennemi, par l'émission d'une fumée dense.

## Caractéristiques et fonctionnement
Cette dernière peut-être naturelle mais est le plus souvent produite artificiellement à partir de grenades fumigènes (composées notamment d'acide chlorosulfurique). Certains véhicules blindés, en général des chars, disposent de lance-grenades spécifiquement conçus à cet effet, mais utilisent surtout l'injection de carburant Diesel dans l'échappement de leur moteur pour produire des écrans de fumée pouvant atteindre 400 m de long et persister plusieurs minutes. Par exemple, le T-72 soviétique injecte dix litres de carburant à la minute pour créer ses écrans de fumée.
Dans les temps anciens, des simples feux de broussailles bien nourris suffisaient parfois à faire l'affaire.

## Galerie d'images

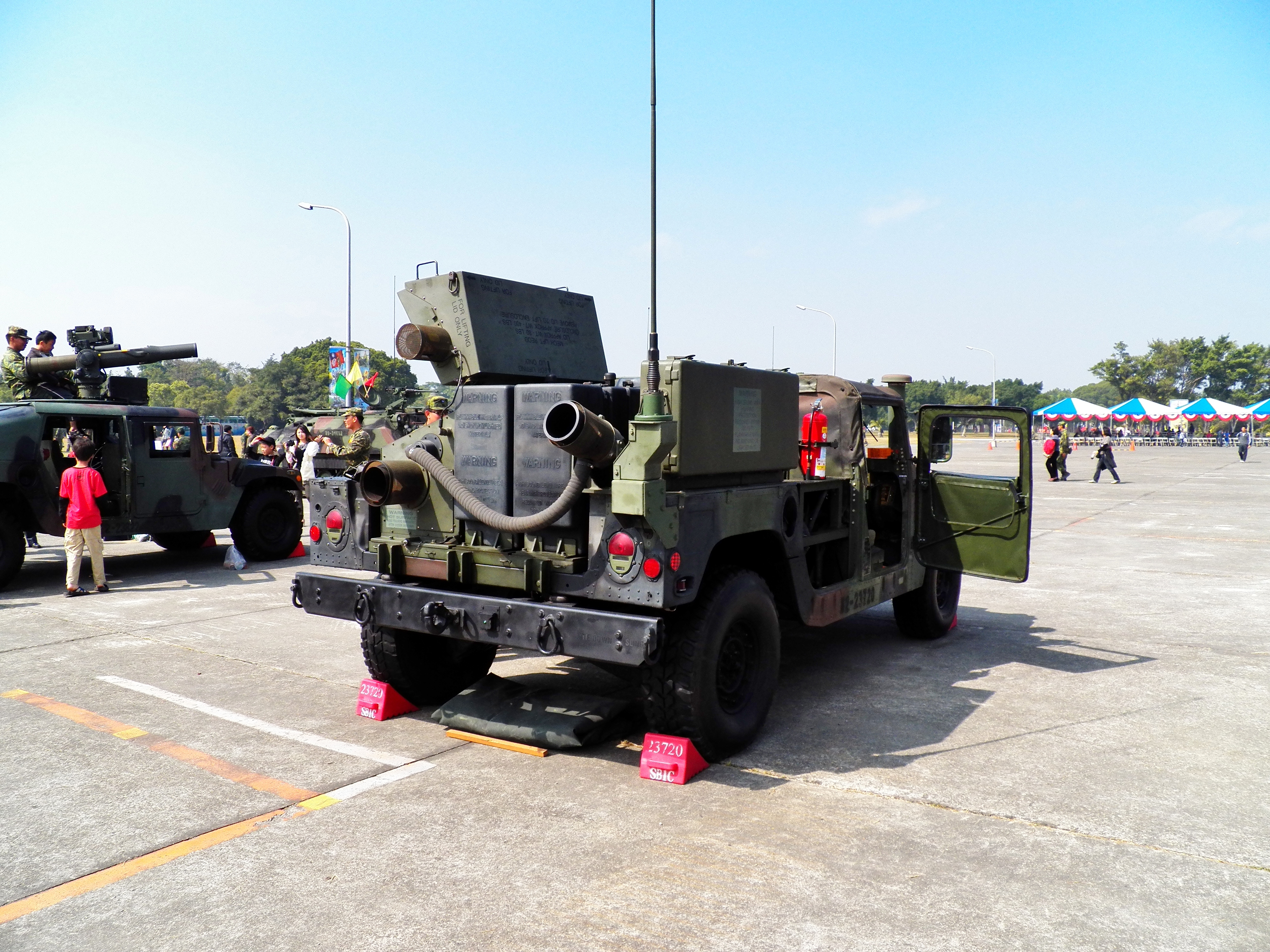
Véhicule générateur de fumée M56 Coyote
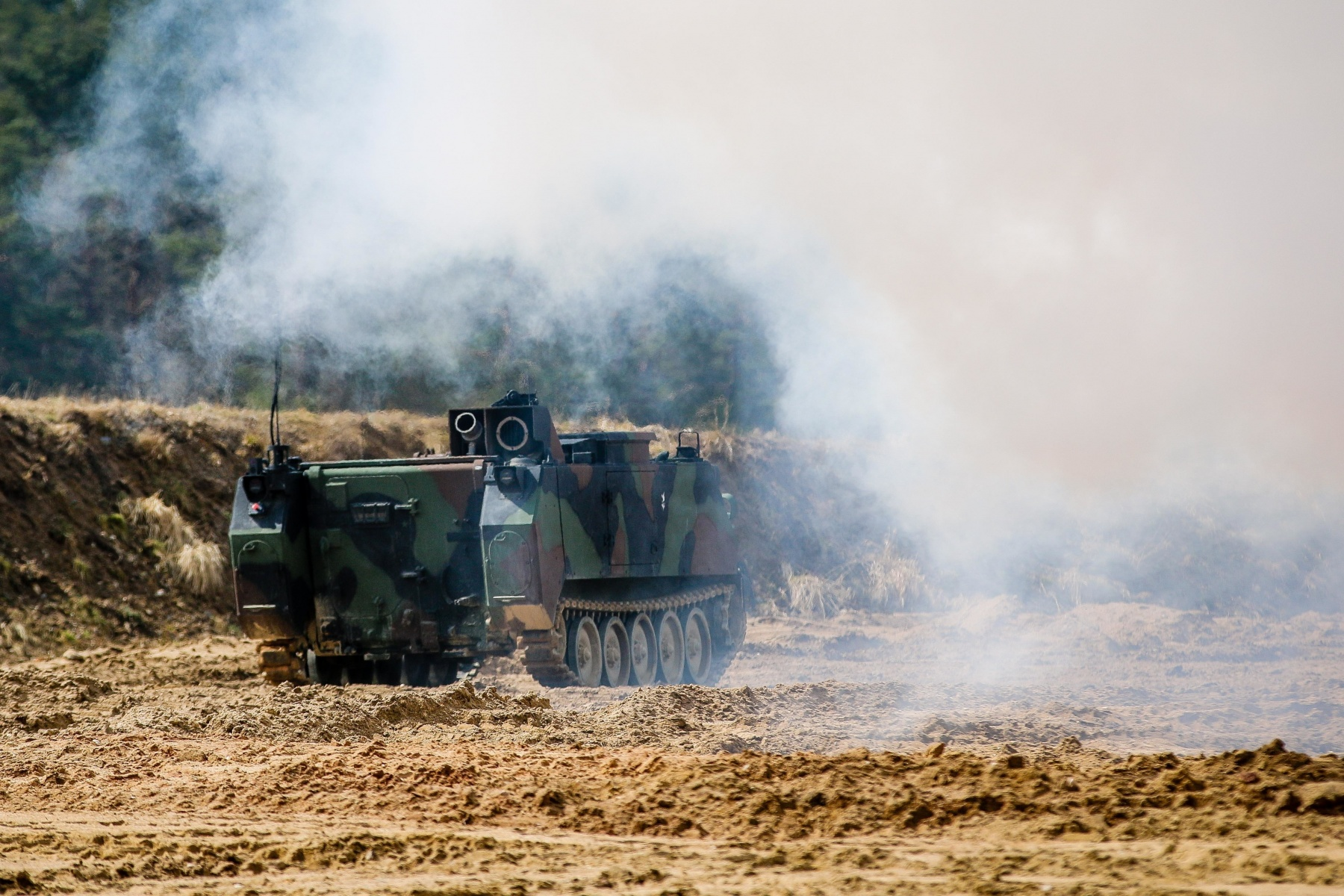
Véhicule générateur de fumée M58 Wolf, sur base du M113
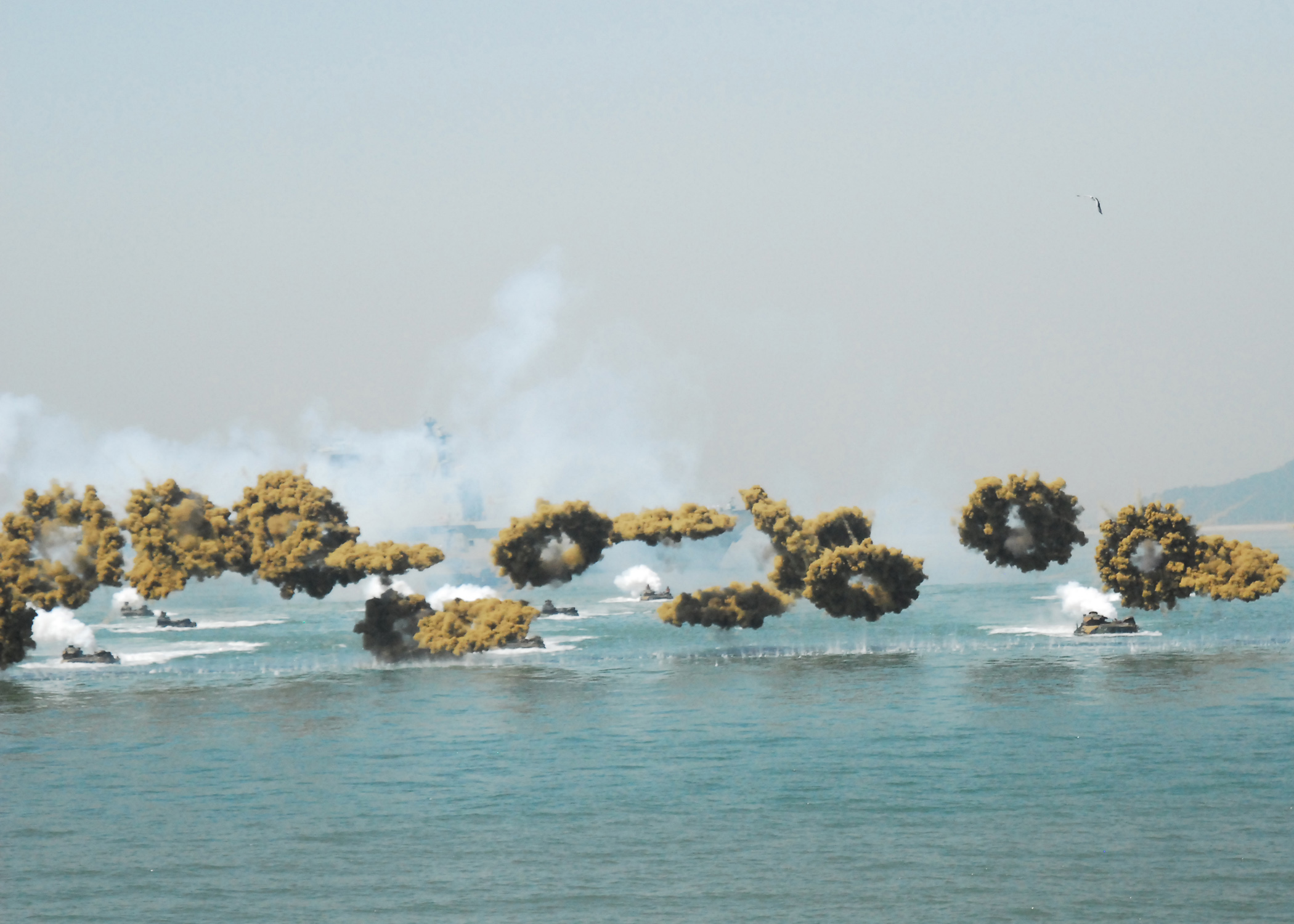
Véhicules amphibies déployant des grenades fumigènes
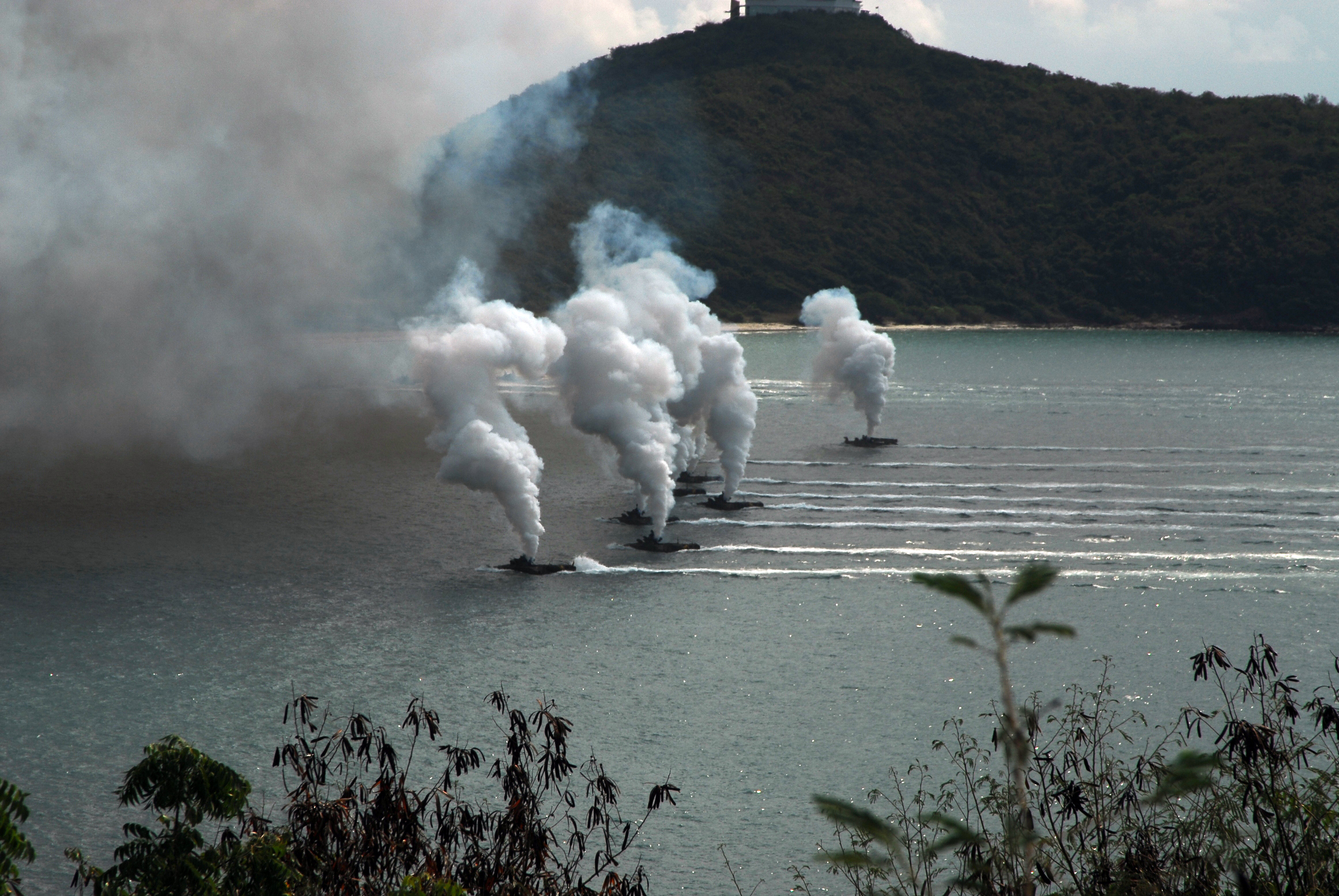
Assaut de véhicules amphibies avec écran de fumée généré par les véhicules eux-mêmes
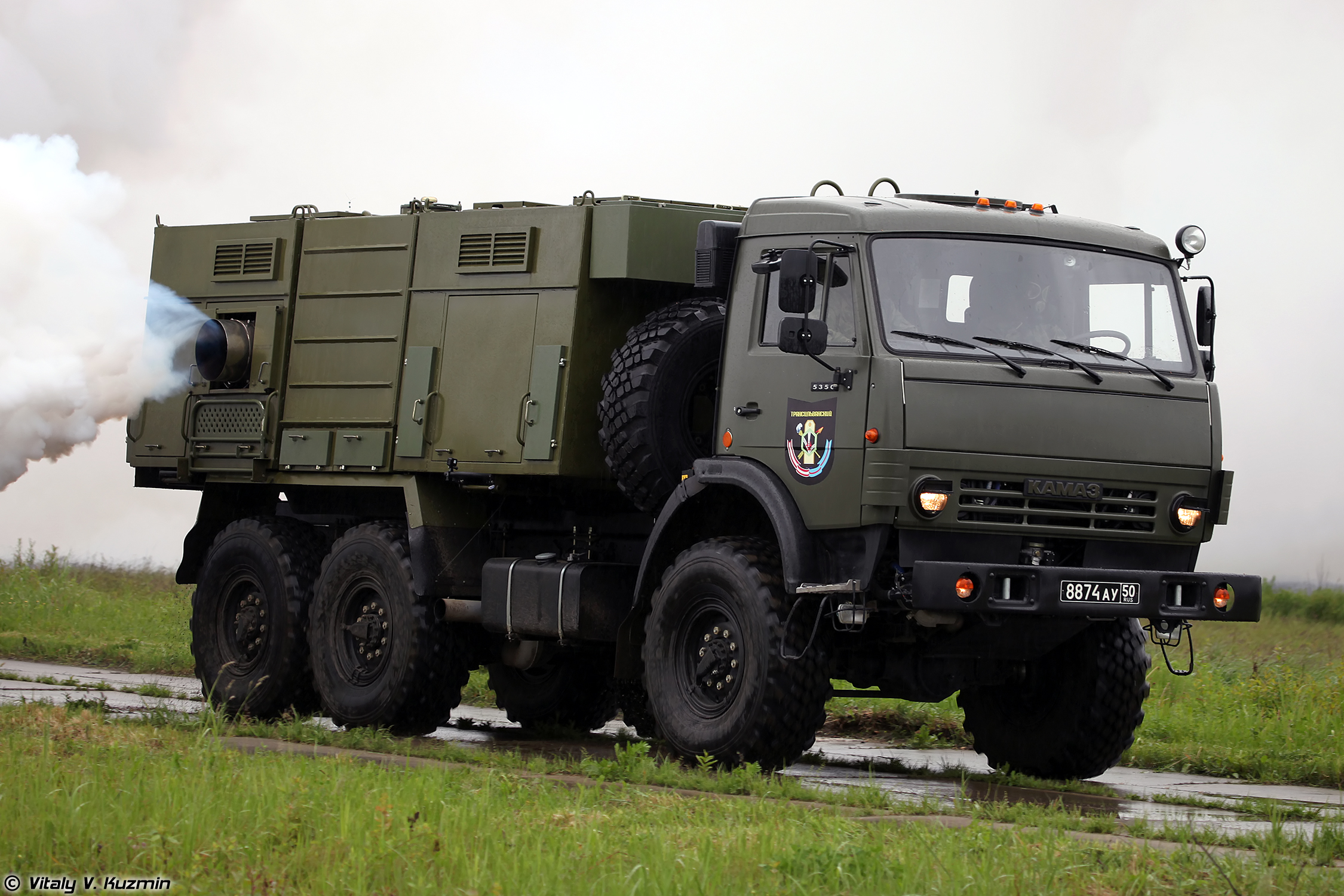
Véhicule générateur de fumée russe TDA-3 sur châssis KamAZ-5350
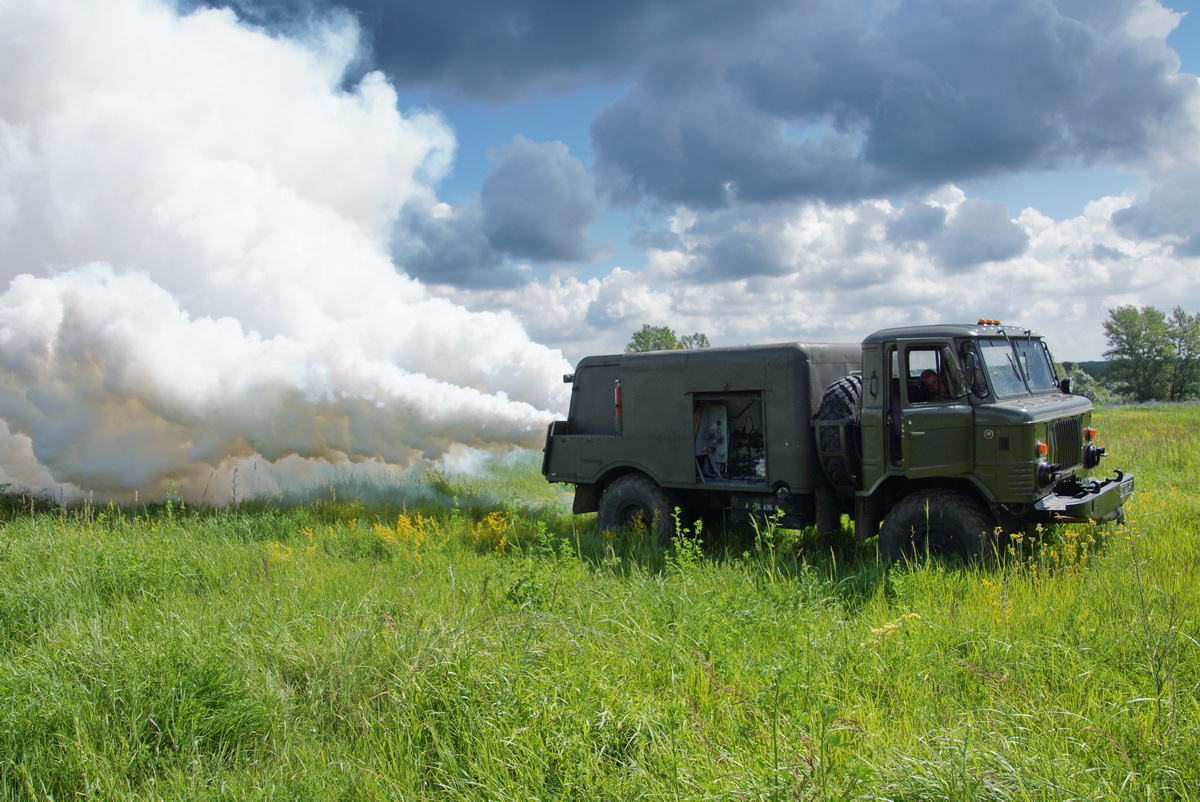
TDA-M sur châssis GAZ-66